# 🦌
🦌 is een teken uit de Unicode-karakterset dat een 
hert voorstelt. Deze emoji is in 2016 geïntroduceerd met de Unicode 9.0-standaard..

## Betekenis

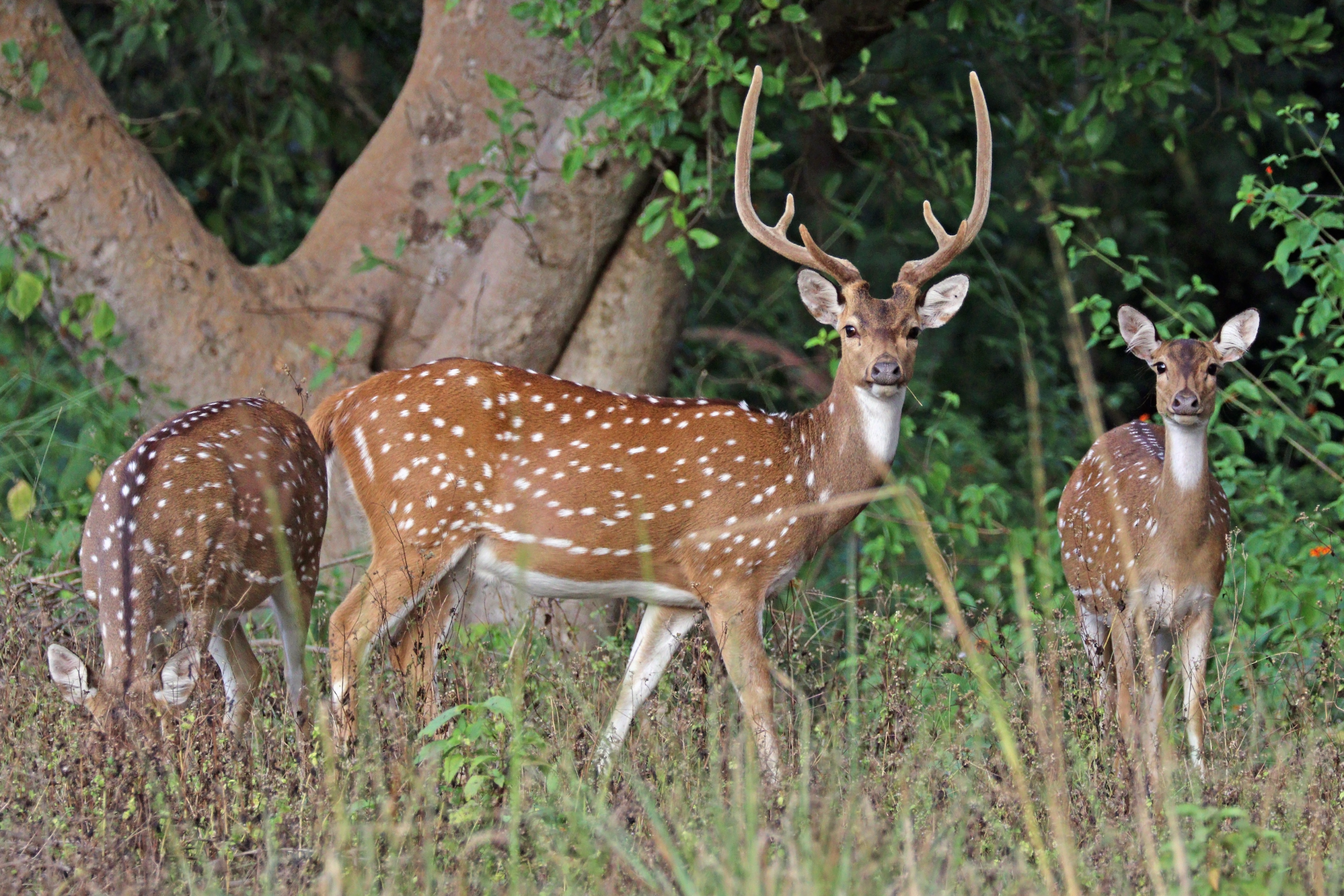
Bambi, Feline, en een onbekend derde hert (links)

Deze emoji geeft een hert weer, in de meeste toepassingen is het gehele dier zichtbaar, en in bijna alle gevallen een bok (mannetje), te zien aan het gewei. Deze emoji kent veel gebruik rond kerstmis; de implementatie van Google was op zeker moment zelfs voorzien van een rode neus.

## Codering

De Twemoji-implementatie

### Unicode
In Unicode vindt men de 🦌 onder de code U+1F98C  (hex).

### HTML
In HTML kan men in hex de volgende code gebruiken: &#x1F98C;.

### Shortcode
In software die shortcode ondersteunt zoals Slack en GitHub kan het karakter worden opgeroepen met de code :deer:.

### Unicode-annotatie
De Unicode-annotatie voor toepassingen in het Nederlands (bijvoorbeeld een Nederlandstalig smartphonetoetsenbord) is hert.